# Gran Bahia del Duque
Le Gran Hotel Bahía del Duque est un hôtel de luxe cinq étoiles situé sur la "Costa Adeje", à Adeje, dans le sud de l’île de Tenerife (Îles Canaries, Espagne). Il fut inauguré en 1993.
Il appartient au groupe CIO (Compagnie des îles Occidentales) leader de l’industrie du tabac aux Canaries depuis 1850 (il a vendu une partie de la production (CITA) à la compagnie britannique Gallagher en 2005).
Cet hôtel fait partie de la chaine hôtelière The Leading Hotels of the World et Virtuoso.
Il a été construit sur une zone désertique par l’architecte Andrés Piñeiro, qui grâce à son projet devint connu dans le monde entier. Il s'est inspiré de l'architecture et de la culture traditionnelle canarienne de la fin du XIXe siècle, aspect renforcé par le costume typique de l'île porté par les employés.
L'hôtel se dresse devant la Playa del Duque, sur l'Océan Atlantique.
Chacun des 20 édifices que forme l’hôtel est de style différent, créant une ambiance de petit village le long de la baie.
La majorité des 383 habitations et des 48 suites ont été décorées par l’architecte d’intérieur espagnol Pascua Ortega (auteur de la décoration des résidences de la Famille royale espagnole). Il fut aussi l'architecte des 40 nouvelles villas inaugurées en janvier 2008.
Un spa a ouvert ses portes en septembre 2008.
L'hôtel occupe 100 000 m², dont 63 000 m² de jardins, avec 5 piscines entrelacées formant des cascades, et quelques paons. Il offre un vaste programme d’activités et une offre gastronomique variée.